# 跂踵

圖出自《古今圖書集成·方輿彙編·邊裔典·第一百二十四卷》。

跂踵是中国古代传说中出现的概念。跂踵可以指一种鸟，也可以指一个国家：跂踵国。跂踵和跂踵国都是在《山海经》中出现的。
《山海经》中的记载说：跂踵生活在复州之山里。山中的树木大多是檀木。山南边有很多黄金。跂踵的样子犹如鸮但只有一足，长着猪尾，如果有人看见跂踵，他的国家就会发生大规模的瘟疫。
跂踵国则是在拘瘿国的东面的一个国家，那里的人都身材高大，两只脚也非常大。

## 相關
- 中國妖怪列表

## 外部連結
[在维基数据编辑]
 《欽定古今圖書集成·方輿彙編·邊裔典·跂踵部》，出自陈梦雷《古今圖書集成》